# Sam Kerkhofs
Sam Kerkhofs (Leuven, 27 november 1987) is een Belgische media- en sportondernemer. Hij is CEO van Sporthouse Group, voormalig presentator van de voetbalpodcast MidMid en mede-eigenaar van voetbalclub Sporting Hasselt. Vooraleer hij doorbrak als media- en sportondernemer gaf hij nog vier jaar lang voetbaltraining bij de jeugd van OHL. Het laatste jaar deed hij dit op nationaal niveau.

## Carrière
In 2004 is Sam Kerkhofs begonnen met vakantiewerk voor de sportredactie van Canal+. Doorheen zijn tienerjaren maakte hij ook de SlowMo's bij de wedstrijden van de Jupiler Pro League. Jaren later heeft hij zijn studies in bedrijfsmanagement stopgezet om een sportmarketingbedrijf op te richten. Zo heeft hij in 2011 in samenwerking met Jacob Nys Sporthouse Group opgericht. Sporthouse Group is een bedrijf dat de sociale mediakanalen van topsporters en van websites uit de sportwereld ondersteunt. Zo hebben ze klanten als Dries Mertens, Kevin De Bruyne en Max Verstappen. In 2018 stapten Wouter Vandenhaute en Erik Watté mee in het bedrijf.
In oktober 2019, acht jaar later na de oprichting van Sporthouse Group, nam Kerkhofs het initiatief om Friends of Sports (FOS) op te richten. Friends of Sports bundelt verschillende sportpodcasts. De meest bekende podcasts zijn MidMid, 90 minutes en X&O's. Deze podcasts worden aangeboden op Spotify en Youtube. Even later heeft Friends of Sports een contract kunnen tekenen met Telenet en worden enkele podcasts op de Belgische zender Play Sports uitgezonden.
Kerkhofs is met zijn sidekick Evert Winkelmans presentator van de Belgische voetbalpodcast MidMid. Ze nodigen wekelijks een profvoetballer of gast uit de voetbalwereld uit in hun studio om te praten over hun carrière. De podcast is tevens te beluisteren op de zender Play Sports. Tijdens het wereldkampioenschap voetbal in Qatar gingen ze elke dag live, onder de naam MidMid MONDIAL.

## Familie
De vader van Sam is Ludo Kerkhofs, een van de oprichters van Outside Broadcast in 1989. Dit bedrijf houdt zich bezig op de audiovisuele markt. Ann Steenberghs, de moeder van Sam, is oprichter van de Kaderleden. Hij is een neef van Kat Kerkhofs, mediafiguur en vrouw van profvoetballer Dries Mertens.